# They Can’t All Be Zingers
They Can’t All Be Zingers ist ein Greatest-Hits-Album der Band Primus. Es wurde am 17. Oktober 2006 auf Interscope Records veröffentlicht.

## Hintergrund
They Can’t All Be Zingers enthält 16 digital neu gemischte Titel aus der gesamten Karriere der Band, unter anderem eine zuvor unveröffentlichte, längere Version von Shake Hands With Beef.

## Titel
| Nr.          | Titel                                    | Album                                     | Länge |
| ------------ | ---------------------------------------- | ----------------------------------------- | ----- |
| 1.           | To Defy the Laws of Tradition            | Frizzle Fry                               | 6:41  |
| 2.           | John the Fisherman                       | Frizzle Fry                               | 3:37  |
| 3.           | Too Many Puppies                         | Frizzle Fry                               | 3:58  |
| 4.           | Jerry Was a Race Car Driver              | Sailing the Seas of Cheese                | 3:11  |
| 5.           | Those Damned Blue Collar Tweekers        | Sailing the Seas of Cheese                | 5:17  |
| 6.           | Tommy the Cat                            | Sailing the Seas of Cheese                | 4:14  |
| 7.           | My Name Is Mud                           | Pork Soda                                 | 4:45  |
| 8.           | Mr. Krinkle                              | Pork Soda                                 | 5:25  |
| 9.           | DMV                                      | Pork Soda                                 | 4:56  |
| 10.          | Over the Electric Grapevine              | Tales from the Punchbowl                  | 6:23  |
| 11.          | Wynona’s Big Brown Beaver                | Tales from the Punchbowl                  | 4:22  |
| 12.          | Southbound Pachyderm                     | Tales from the Punchbowl                  | 6:23  |
| 13.          | Over the Falls                           | Brown Album                               | 2:41  |
| 14.          | Shake Hands with Beef (Extended Version) | Brown Album                               | 4:23  |
| 15.          | Coattails of a Dead Man                  | Antipop                                   | 5:17  |
| 16.          | Mary the Ice Cube                        | Animals Should Not Try to Act Like People | 4:37  |
| Gesamtlänge: | Gesamtlänge:                             | Gesamtlänge:                              | 76:10 |

## Besetzung
Alle Informationen zur Besetzung entstammen dem Cover des Albums.
- Les Claypool – Bass, Gesang
- Larry LaLonde – E-Gitarre
- Tim Alexander – Schlagzeug auf allen Titeln, außer …
  - Bryan Mantia – Schlagzeug auf Shake Hands with Beef, Over the Fall und Coattails of a Dead Man
- Tom Waits – Gesang auf Tommy the Cat, Gesang und Mellotron auf Coattails of a Dead Man
- Martina Topley-Bird – Gesang auf Coattails of a Dead Man